# ادام کرزینسکی
ادام کرزینسکی (انگلیسی: Adam Krzesiński؛ زادهٔ ۱۳ سپتامبر ۱۹۶۵) ورزشکار شمشیربازی اهل لهستان است.
وی در مسابقات کشوری و بین‌المللی در مجموع برندهٔ ۱ مدال نقره، ۱ مدال برنز شده‌است.